# Excellence Princess
Die Excellence Princess ist ein Flusskreuzfahrtschiff der Swiss Excellence River Cruise GmbH mit Sitz in Basel. Die Excellence Princess verkehrt primär auf der Donau und im Donaudelta. Die Abmessungen des Schiffes lassen eine Passage des Main-Donau-Kanals zu. Das Schiff wird auch auf dem Rhein und weiteren Gewässern bis nach Amsterdam eingesetzt. Das Reisebüro Mittelthurgau ist für den Vertrieb, das Marketing und die Durchführung der Reisen zuständig. Excellence und das Reisebüro Mittelthurgau gehören beide zur Twerenbold Service AG. Twerenbold-Reisebusse bringen Reisegäste von Einsteigeorte in der Schweiz direkt zum Schiff und stehen während der Reise für Landausflüge bereit. Die Excellence Princess und ihr Schwesterschiff Excellence Countess sind alljährlich Veranstaltungsort des Excellence-Gourmetfestivals.

## Geschichte
Als das bisher grösste Schiff der Excellence-Flotte wurde die Excellence Princess am 10. Mai 2014 von der ehemaligen Miss Schweiz Christa Rigozzi getauft.
Der Rumpf wurde in Belgrad hergestellt, der Innenausbau erfolgte in einer Werft in den Niederlanden. Für die Innenarchitektur und das Dekor des Schiffes zeichnete Nazly Twerenbold, die Ehefrau von Werner Twerenbold (1946–2015), dem Verwaltungsratspräsidenten der Twerenbold Reisen Gruppe, verantwortlich.

## Ausstattung

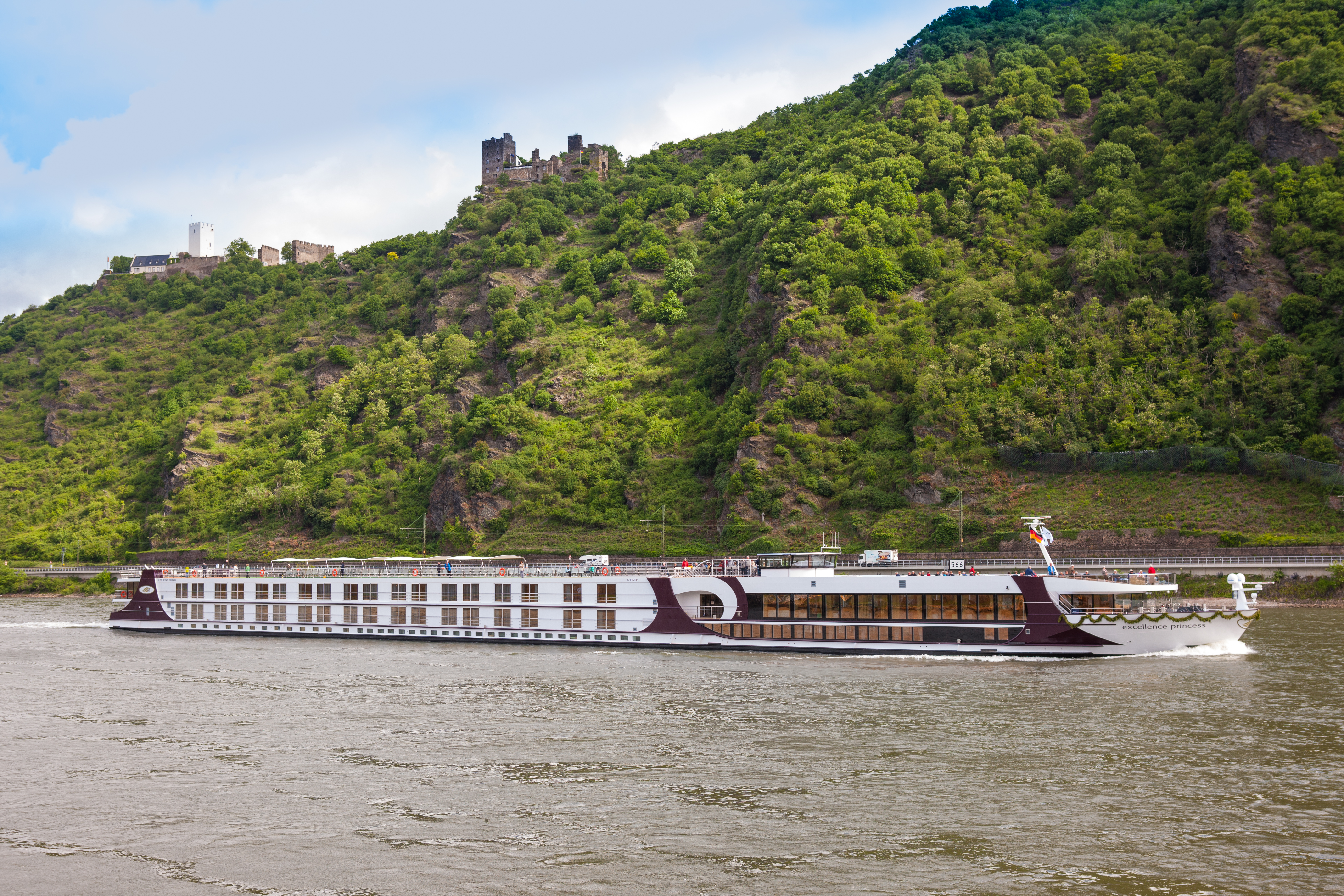
Die Excellence Princess auf dem Rhein

Mit 135 Metern ist die Excellence Princess eines der längsten Schiffe der Excellence Flotte. In zwölf Junior-Suiten und 81 Kabinen bietet das Schiff Platz für 186 Passagiere. Die 20 m² grossen Junior-Suiten und die Kabinen auf dem Oberdeck verfügen alle über einen französischen Balkon. Mit dem Steakhouse am Heck bietet das Schiff ein für Flusskreuzfahrtschiffe neuartiges Restaurantkonzept. Das Panorama-Restaurant ergänzt das kulinarische Angebot. Die Sky-Lounge im Salon verfügt über ein Glasdach. Am Bug gibt es einen zusätzlichen, mit Glas geschützten Aussenbereich. Das Sonnendeck, eines von insgesamt vier Passagierdecks, ist mit einem Golfputting-Green, einem kleinen Fitnessbereich und einem Whirlpool ausgestattet. Eine Sauna erweitert die Wellness-Ausstattung. Ein Lift führt vom Mittel- zum Oberdeck, ein Treppenlift vom Ober- zum Sonnendeck.

## Technik
Mit den beiden Motoren des Typs Caterpillar C32 verfügt die Excellence Princess über einen Antrieb, der eine Leistung von mehr als 2000 PS ermöglicht. Der Antrieb erfolgt mit zwei Veth-Z-Antrieben Typ VZ-900-CR mit gegenläufigen Propellern, im Bug ist ein Veth-Compact-Jet vom Typ CJ1200 als Manövrierhilfe eingebaut. Für die Stromversorgung stehen zwei Scania- und ein SiSu-Dieselgenerator zur Verfügung. Gummielemente unter den Maschinen dämpfen die Motorengeräusche und -vibrationen, sie gewährleisten einen geräuscharmen Gästebereich.